# Yaoling
Yaoling (kinesiska: 耀灵) är en köping i sydvästra Kina. Den ligger i Yunyang härad i storstadsområdet Chongqing, omkring 250 kilometer nordost om det centrala stadsdistriktet Yuzhong. Antalet invånare är 7 791. Befolkningen består av 3 797 kvinnor och 3 994 män. Barn under 15 år utgör 27,0 %, vuxna 15-64 år 57 %, och äldre över 65 år 14,0 %.